# Mount Buffalo National Park
Mount Buffalo National Park är en nationalpark i Australien.   Den ligger i delstaten Victoria, i den sydöstra delen av landet, 260 km sydväst om huvudstaden Canberra. Mount Buffalo National Park ligger 1 385 meter över havet. Arean är 310 kvadratkilometer.
I omgivningarna runt Mount Buffalo National Park växer i huvudsak städsegrön lövskog.